# Jiří Nantl
Jiří Nantl (* 18. července 1979 Brno) je český politik, v letech 2012 až 2013 a opět od roku 2023 náměstek ministra školství, mládeže a tělovýchovy ČR, ředitel Středoevropského technologického institutu Masarykovy univerzity (CEITEC MU). V letech 2020 až 2023 byl zastupitelem a náměstkem hejtmana Jihomoravského kraje, člen ODS.

## Život
Vystudoval politologii na Fakultě sociálních studií MU, kde také vyučuje Veřejnou správu, poté práva na Právnické fakultě MU a Corporate Law na Nottingham Trent University. Jako student pracoval v akademické samosprávě, a to i na národní úrovni - byl členem a v letech 2002 až 2005 také předsedou Studentské komory Rady vysokých škol (RVŠ) a místopředsedou RVŠ.
V rámci Masarykovy univerzity působil např. jako její kancléř, ředitel právních a korporátních vztahů, tajemník Správní rady či předseda Ediční rady. Na Ministerstvu školství, mládeže a tělovýchovy pak dříve vykonával funkci ředitele odboru vysokých škol. Je členem např. Národního týmu expertů Boloňského procesu v České republice, pracovní skupiny České konference rektorů pro reformu terciárního vzdělávání nebo předseda řídícího výboru programu Erasmus v ČR. V rámci reformy českého vysokého školství prosazuje větší prostupnost mezi jednotlivými stupni studia, zvýšení významu bakalářského vzdělání, zavedení kratšího praktického vzdělávání bez zisku akademického titulu nebo možnost habilitace i pro osoby z praxe bez titulu Ph.D.

## Politické působení
V dubnu 2012 se o něm spekulovalo jako o pravděpodobném budoucím ministrovi školství, mládeže a tělovýchovy, tím se však stal Petr Fiala a Jiří Nantl byl jmenován jeho prvním náměstkem.
Od roku 2015 je členem ODS. V krajských volbách v roce 2020 byl z pozice lídra zvolen zastupitelem Jihomoravského kraje, když jako člen ODS kandidoval za uskupení "ODS s podporou Svobodných a hnutí Starostové a osobnosti pro Moravu". Dne 11. listopadu 2020 se stal náměstkem hejtmana Jihomoravského kraje pro vzdělávání a strategii chytrého regionu. Od listopadu 2022 mu byla svěřena také gesce krajského zdravotnictví.
Dne 1. června 2023 jej nový ministr školství, mládeže a tělovýchovy ČR Mikuláš Bek jmenoval svým náměstkem. Nantl zároveň k 22. červnu 2023 rezignoval na post náměstka hejtmana. Ke konci června 2023 se vzdal i zastupitelského mandátu.